# Kowalevskiidae
Kowalevskiidae é uma família de tunicados pertencentes à ordem Copelata.
Possui um único género que, por sua vez, tem apenas duas espécies:
- Kowalevskia Fol, 1872
  - Kowalevskia oceanica
  - Kowalevskia tenuis